# Liste des évêques puis archevêques de Paris
Pour un article plus général, voir Archidiocèse de Paris.
L’archevêque de Paris est un des 23 archevêques de France. 

## Historique
La tradition rapporte que le diocèse de Paris fut créé au IIIe siècle par Denis de Paris. Le diocèse de Paris, auparavant suffragant de l'archevêché de Sens, est élevé au rang d'archidiocèse le 20 octobre 1622.
Le titre de duc de Saint-Cloud, attaché à celui de pair de France, a été créé en 1674 pour les archevêques. Le siège archiépiscopal est temporairement aboli pendant la Révolution française entre 1793 et 1798. 
Le siège actuel de l'archevêché est à la cathédrale Notre-Dame de Paris. Ses diocèses suffragants sont :
- Meaux, existant lui aussi depuis le IIIe siècle
- Versailles, créé le 29 novembre 1801
- Créteil
- Évry-Corbeil-Essonnes
- Nanterre
- Pontoise
- Saint-Denis

Ces cinq derniers furent créés le 9 octobre 1966.

## Liste des évêques de Paris

### Antiquité
| Évêques de Paris durant l'Antiquité | Évêques de Paris durant l'Antiquité | Évêques de Paris durant l'Antiquité                                  |
| ----------------------------------- | ----------------------------------- | -------------------------------------------------------------------- |
| 240 -250                            | Denis de Paris                      | Martyr au IIIe siècle.                                               |
| 250-255                             | Mallon (Mallo)                      |                                                                      |
| 255-260                             | Masse (Maxe)                        |                                                                      |
| 260-265                             | Marcus (Marc)                       |                                                                      |
| 265-344                             | Adventus (Aventus)                  |                                                                      |
| 344-346                             | Victorinus (Victorin)               | Témoigne en faveur d'Athanase d'Alexandrie en 346.                   |
| 360-???                             | Paulus (Paul)                       |                                                                      |
| v. 376-v. 400                       | Prudentius (Prudence)               | Est inhumé dans ce qui allait devenir le cimetière Sainte-Geneviève. |
| 405-435                             | Marcel de Paris                     | Décédé vers 435.                                                     |
| ???-???                             | Vivianus (Vivien)                   |                                                                      |
| ???-???                             | Félix                               |                                                                      |
| ???-???                             | Flavianus (Flavien)                 |                                                                      |
| ???-???                             | Ursicinus (Ursicin)                 |                                                                      |

### Moyen Âge

#### Haut Moyen Âge
| Évêques de Paris durant le Haut Moyen Âge | Évêques de Paris durant le Haut Moyen Âge | Évêques de Paris durant le Haut Moyen Âge |
| ----------------------------------------- | ----------------------------------------- | --- |
| ???-???                                   | Apedinus (Apédine)                        | |
| 511-v. 525                                | Heraclius (Héracle)                       | Il défend un prêtre coupable devant Rémi de Reims et participe au concile d'Orléans en 511. |
| 525-533                                   | Probatius                                 | |
| 533-545                                   | Amelius                                   | Participe aux conciles d'Orléans de 533, 538 et 541. Selon certains auteurs, l'évêque Amelius dont parle Venance Fortunat (Carmina, I, 11) n'aurait pas été évêque de Bordeaux mais de Paris. |
| 545-552                                   | Saffarace                                 | Il participe au concile d'Orléans en 549. Déposé au concile de Paris réuni par Childebert Ier en 553. |
| v. 550-555                                | Eusèbe ou Eusebius ou (Libanus- Libianus) | |
| 555-576                                   | Germain de Paris                          | |
| 576-591                                   | Ragnemod                                  | Surnommé Rucco par Venance Fortunat. |
| v. 592-???                                | Eusèbe II                                 | Évêque d'origine syrienne. Il s'empare du siège de Paris grâce à ses présents et peuple l'Église de Paris de gens de chez lui, ainsi que le rapporte Grégoire de Tours (Historia Francorum, X, 26). |
| ???-???                                   | Faramodus                                 | Il est le frère de Ragnemode. |
| v. 601-606                                | Simplicius (Simplice)                     | Mentionné en 601. |
| 606-625                                   | Céran ou Céraune de Paris                 | Participe au concile de Paris en 614. Il est inhumé dans l'église Sainte-Geneviève. |
| 625-626                                   | Leudébert (Léodebert)                     | Participe au concile de Clichy en 626-627. |
| 626-644                                   | ???                                       | |
| 644-650                                   | Audebert (Aubert)                         | Participe au concile de Chalon-sur-Saône (entre 647 et 653). |
| 650-656                                   | Landericus ou Landry de Paris             | |
| 656-663                                   | Chrotbert (Chrodeberthus)                 | Mentionné dans des actes de 660 et 664 et dans la Vie de Bathilde en 657, il est décédé en 663-664. |
| ???-???                                   | Sigebrand                                 | Il est assassiné en 664 ou 665. |
| ???-666                                   | Importunus                                | Apparaît dans un acte antérieur à 667, peut être 664. |
| 666-680                                   | Agilbert (Egilbert)                       | Participe au concile de Whitby (Grande-Bretagne) en 664. Il est le frère de l'abbesse Théodechilde de Jouarre. Il est inhumé dans l'augmentum de la basilique funéraire Saint-Paul de ce monastère. Son sarcophage est encore visible. |
| 690-692                                   | Sigefroi                                  | Mentionné dans des actes de 690, 691 et 692. |
| 693-698                                   | Turnoald                                  | Mentionné dans des actes entre 693 et 717. |
| ???-???                                   | Adulphe                                   | |
| ???-???                                   | Bernechaire                               | |
| 724-730                                   | Hugues de Rouen                           | Son père, Drogon, fut le frère consanguin de Charles Martel. Il décéda à Jumièges et y fut inhumé. |
| ???-???                                   | Merseidus                                 | |
| ???-???                                   | Fédole                                    | |
| ???-???                                   | Ragnecapt                                 | Il pourrait avoir cumulé, comme Hugues, les évêchés de Rouen et de Paris entre 730 et 744. |
| ???-???                                   | Radbert                                   | |
| ???-???                                   | Madalbert (Maubert)                       | |
| 757-v. 775                                | Déofroi                                   | Il apparaît dans un acte de 756 et clôt la liste des évêques jusqu'au seuil de l'époque carolingienne. Présent au concile de Compiègne en 757. |
| 775-v. 795                                | Erchanrade Ier                            | Un violent incendie consume les titres et les chartes de l'église de Paris, l'évêque s'adresse à Charlemagne qui confirme par un diplôme l'église dans la possession de tous ses biens, hommes et serfs qu'elle possédait antérieurement à la destruction des actes, consistant en plus de 6000 manses de terres, soit 78 000 hectares. C'est cet évêque qui aurait institué les chanoines de Paris. |
| v. 809-???                                | Ermanfroi                                 | |
| 811-831                                   | Inchadus                                  | Le texte de son obit (831) se trouve dans un sacramentaire, manuscrit Ottoboni latin 313 (troisième quart du IXe siècle) auprès de la Bibliothèque apostolique vaticane. |
| 832-857                                   | Erchanrade II, dit Le Jeune               | D'après Jacques Longueval dans son Histoire de l’église gallicane, Erchanrade participe au concile de Thionville en février 835. Le sacramentaire Ottoboni 313 mentionnait le successeur d'Inchadus Ercandarus au Memento des vivants. |
| 858-870                                   | Énée                                      | |
| 871-883                                   | Ingelvin                                  | |
| 884-886                                   | Gozlin                                    | L'un des leaders de la lutte victorieuse contre les Vikings assiégeant Paris |
| 886-911                                   | Anschéric (Anscharic)                     | |
| 911-922                                   | Théodulphe                                | |
| 922-926                                   | Fulrade                                   | |
| 927-v. 935                                | Adelhelme                                 | |
| 937-941                                   | Gauthier I (Walter)                       | |
| ???-???                                   | Albericus                                 | |
| v. 954-???                                | Constantius                               | |
| ???-???                                   | Garin                                     | |
| 979-980                                   | Rainald Ier (Renaud)                      | |
| 987-989                                   | Eliziard (Lisiard, Lysiard)               | Il n'est pas mort le 20 avril 988 mais en 990 ou 991. |
| 991-992                                   | Gislebert (Engelbert)                     | Ne figure pas dans les plus anciens catalogues des évêques de Paris. |

#### Moyen Âge central et tardif
| Évêques de Paris durant le bas Moyen Âge | Évêques de Paris durant le bas Moyen Âge                | Évêques de Paris durant le bas Moyen Âge                                                              |
| ---------------------------------------- | ------------------------------------------------------- | --- |
| 992-1017                                 | Renaud de Vendôme                                       | Chancelier d'Hugues Capet.                                                                            |
| 1017-1020                                | Azelin                                                  | |
| 1020-1030                                | Francon                                                 | |
| 1030-1060                                | Humbert (Imbert) de Vergy                               | |
| 1061-1095                                | Geoffroy de Boulogne                                    | |
| v. 1095-1101                             | Guillaume de Montfort                                   | |
| 1102-1104                                | Foulques                                                | |
| 1104-1116                                | Galon                                                   | |
| 1116-1123                                | Gilbert (Girbert)                                       | Protecteur présumé d'Abélard. C'est lui qui bénit Héloïse lorsqu'elle se fit nonne. Sceau de Gilbert. |
| v. 1123-1141                             | Étienne de Senlis                                       | |
| v. 1143-1159                             | Thibaud                                                 | |
| 1159-1160                                | Pierre Lombard                                          | |
| 1160-1196                                | Maurice de Sully                                        | Évêque ordonnant la construction de la Cathédrale Notre-Dame de Paris.                                |
| 1197-1208                                | Odon de Sully (ou Eudes de Sully)                       | |
| 1208-1219                                | Pierre II de la Chapelle (ou de Nemours)                | |
| 1220-1223                                | Guillaume de Seignelay (ou d'Auxerre)                   | Ancien évêque d'Auxerre.                                                                              |
| 1224-1227                                | Barthélemy                                              | |
| 1228-1249                                | Guillaume III d'Auvergne                                | |
| 1249- 1249                               | Gauthier II de Château-Thierry                          | |
| 1250-1268                                | Renaud III Mignon de Corbeil                            | |
| 1268-1279                                | Étienne II Tempier                                      | |
| 1280-????                                | Jean de Allodio                                         | |
| 1280-1288                                | Renaud IV de Hombliéres                                 | |
| v.1289-????                              | Adenolfus de Comitibus de Anagnia                       | |
| 1290-1304                                | Simon Matifas de Bucy (Bussi ou Bussy)                  | |
| 1304-1319                                | Guillaume Baufet (Aurillac. 12..-† Gentilly.30/12/1319) | |
| 1320-1325                                | Étienne III de Bourret                                  | Lève les condamnations d'Étienne II visant Thomas d'Aquin.                                            |
| 1325-1332                                | Hugues II Michel de Besançon                            | |
| 1332-1342                                | Guillaume V de Chanac                                   | |
| 1342-1349                                | Foulques II de Chanac                                   | |
| 1349-1350                                | Audouin Aubert                                          | |
| 1350-1352                                | Pierre de La Forest                                     | |
| 1352-1363                                | Jean de Meulan                                          | Ancien évêque de Noyon.                                                                               |
| 1363-1373                                | Étienne de Poissy                                       | Cardinal.                                                                                             |
| 1373-1384                                | Aimery de Magnac                                        | |
| 1384-1409                                | Pierre II d'Orgemont                                    | Ancien évêque de Thérouanne.                                                                          |
| 1409-1420                                | Gérard de Montaigu                                      | Ancien évêque de Poitiers.                                                                            |
| 1420-1421                                | Jean Courtecuisse                                       | |
| 1421-1422                                | Jean III de La Rochetaillée                             | |
| 1423-1426                                | Jean IV de Nant, dit de Vienne                          | Ancien archevêque de Vienne.                                                                          |
| 1427-1438                                | Jacques du Chastelier (Châtelier)                       | |
| 1439-1447                                | Denis du Moulin                                         | |
| 1447-1472                                | Guillaume Chartier                                      | |
| 1473-1492                                | Louis de Beaumont de la Forêt                           | |
| 1492-1492                                | Gérard Gobaille                                         | |

### Temps modernes
| Évêques de Paris aux Temps modernes | Évêques de Paris aux Temps modernes | Évêques de Paris aux Temps modernes                        |
| ----------------------------------- | ----------------------------------- | ---------------------------------------------------------- |
| 1492-1502                           | Jean-Simon de Champigny             |                                                            |
| 1503-1519                           | Étienne Poncher                     | Ensuite archevêque de Sens.                                |
| 1519-1532                           | François Poncher                    |                                                            |
| 1532-1551                           | Jean du Bellay                      | Cardinal.                                                  |
| 1551-1563                           | Eustache du Bellay                  |                                                            |
| 1564-1568                           | Guillaume Viole                     |                                                            |
| 1573-1598                           | Pierre de Gondi                     | Cardinal. Ancien évêque de Langres, oncle du suivant.      |
| 1598-1622                           | Henri de Gondi                      | Cardinal, maitre de l'Oratoire du Roi, neveu du précédent. |

## Liste des archevêques de Paris
| Portrait                                                   | Blason                                                   | Nom                                            | Début | Fin      | Notes |
| ---------------------------------------------------------- | -------------------------------------------------------- | ---------------------------------------------- | ----- | -------- | --- |
| Portrait de Jean-François de Gondi                         | Blason de Jean-François de Gondi                         | Jean-François de Gondi                         | 1622  | 1654     | Frère de Henri de Gondi et neveu de Pierre de Gondi ses 2 prédécesseurs. |
| Portrait de Jean-François Paul de Gondi                    | Blason de Jean-François Paul de Gondi                    | Jean-François Paul de Gondi                    | 1654  | 1662     | Cardinal. Neveu de Henri de Gondi et Jean-François de Gondi, ses deux prédécesseurs. |
| Portrait de Pierre de Marca                                |                                                          | Pierre de Marca                                | 1662  | 1662     | |
| Portrait de Hardoin de Perifaxe de Baumont                 |                                                          | Hardouin de Péréfixe de Beaumont               | 1662  | 1671     | |
| Portrait de Francois Harlay de Champvallon                 | Blason de François Harlay de Champvallon                 | François Harlay de Champvallon                 | 1671  | 1695     | Ancien archevêque de Rouen. Premier duc de Saint-Cloud. |
| Portrait de Louis Antoine de Noailles                      | Blason de Louis Antoine de Noailles                      | Louis Antoine de Noailles                      | 1695  | 1729     | Cardinal. Duc de Saint-Cloud. |
| Portrait de Charles Gaspard Guillaume de Vintimille du Luc | Blason de Charles Gaspard Guillaume de Vintimille du Luc | Charles Gaspard Guillaume de Vintimille du Luc | 1729  | 1746     | Ancien archevêque d'Aix. Duc de Saint-Cloud. |
| Portrait de Jacques Bonne-Gigault de Bellefonds            | Blason de Jacques Bonne-Gigault de Bellefonds            | Jacques Bonne-Gigault de Bellefonds            | 1746  | 1746     | Ancien archevêque d'Arles. Duc de Saint-Cloud. |
| Portrait de Christophe de Beaumont                         | Blason de Christophe de Beaumont                         | Christophe de Beaumont                         | 1746  | 1781     | Duc de Saint-Cloud. |
| Portrait de Antoine-Éléonor-Léon Leclerc de Juigné         | Blason de Antoine-Éléonor-Léon Leclerc de Juigné         | Antoine-Éléonor-Léon Leclerc de Juigné         | 1781  | 1802     | Dernier Duc de Saint-Cloud. Opposé par les évêques constitutionnels de la Seine élus sous la Constitution civile du clergé : - Jean-Baptiste Gobel (1791–1793) - Jean-Baptiste Royer (1798–1801) |
| Portrait de Jean Baptiste de Belloy                        | Blason de Jean Baptiste de Belloy                        | Jean Baptiste de Belloy                        | 1802  | 1808     | Cardinal. |
| Portrait de Jean-Sifrein Maury                             | Blason de Jean-Sifrein Maury                             | Jean-Sifrein Maury                             | 1810  | 1814     | Cardinal [non reconnu, sans bulle]. |
| Portrait de Alexandre Angélique de Talleyrand-Périgord     | Blason de Alexandre Angélique de Talleyrand-Périgord     | Alexandre Angélique de Talleyrand-Périgord     | 1817  | 1821     | Cardinal. |
| Portrait de Hyacinthe-Louis de Quélen                      | Blason de Hyacinthe-Louis de Quélen                      | Hyacinthe-Louis de Quélen                      | 1821  | 1839     | |
| Portrait de Denys Affre                                    | Blason de Denys Affre                                    | Denys Affre                                    | 1840  | 1848     | Il est tué lors des émeutes de 1848, le 26 juin, alors qu'il tente d'apaiser les insurgés rue du Faubourg-Saint-Antoine.                                                                         |
| Portrait de Marie-Dominique-Auguste Sibour                 | Blason de Marie-Dominique-Auguste Sibour                 | Marie Dominique Auguste Sibour                 | 1848  | 1857     | Il est poignardé et tué à l'église Saint-Étienne-du-Mont. |
| Portrait de François Nicolas Madeleine Morlot              | Blason de François Nicolas Madeleine Morlot              | François Nicolas Madeleine Morlot              | 1857  | 1862     | Cardinal (1853) comme archevêque de Tours. |
| Portrait de Georges Darboy                                 | Blason de Georges Darboy                                 | Georges Darboy                                 | 1862  | 1871     | Arrêté sur ordre de la Commune de Paris, il est exécuté comme otage pendant la Semaine sanglante, le 24 mai 1871.                                                                                |
| Portrait de Joseph Hippolyte Guibert                       | Blason de Joseph Hippolyte Guibert                       | Joseph Hippolyte Guibert                       | 1871  | 1886     | Cardinal (1873). |
| Portrait de François Richard de La Vergne                  | Blason de François Richard de La Vergne                  | François Richard de La Vergne                  | 1886  | 1908     | Cardinal (1889). |
| Portrait de Léon Adolphe Amette                            | Blason de Léon Adolphe Amette                            | Léon Adolphe Amette                            | 1908  | 1920     | Cardinal (1911). |
| Portrait de Louis-Ernest Dubois                            | Blason de Louis-Ernest Dubois                            | Louis-Ernest Dubois                            | 1920  | 1929     | Cardinal (1916) comme archevêque de Rouen. |
| Portrait de Jean Verdier                                   | Blason de Jean Verdier                                   | Jean Verdier                                   | 1929  | 1940     | Cardinal (1929). |
| Portrait de Emmanuel Suhard                                | Blason de Emmanuel Suhard                                | Emmanuel Suhard                                | 1940  | 1949     | Cardinal (1935) comme archevêque de Reims. |
| Portrait de Maurice Feltin                                 | Blason de Maurice Feltin                                 | Maurice Feltin                                 | 1949  | 1966     | Cardinal (1953). |
|                                                            | Blason de Pierre Veuillot                                | Pierre Veuillot                                | 1966  | 1968     | Cardinal (1967). |
|                                                            | Blason de François Marty                                 | François Marty                                 | 1968  | 1981     | Cardinal (1969). |
| Portrait de                                                | Blason de carcinal                                       | Jean-Marie Lustiger                            | 1981  | 2005     | Cardinal (1983). |
| Portrait du cardinal André Vingt-Trois                     | Blason du cardinal André Vingt-Trois                     | André Vingt-Trois                              | 2005  | 2017     | Cardinal (2007). |
| Portrait de Mgr Michel Aupetit                             |                                                          | Michel Aupetit                                 | 2017  | 2021     | Démission (2022) |
|                                                            |                                                          | Laurent Ulrich                                 | 2022  | En cours | |

## Évêques auxiliaires
En raison de la population parisienne, le diocèse de Paris a été éclaté en 1966 avec la création de plusieurs diocèses périphériques. L'archevêque est également aidé d'évêques auxiliaires :
- Antoine nommé le 13 novembre 1534 (date de fin inconnue).
- Charles Boucher nommé le 4 août 1539 (date de fin inconnue).
- Nicholas French de 1666 à 1668.
- Hyacinthe-Louis de Quélen du 1er octobre 1817 au 17 décembre 1819.
- Pierre-Marie Cottrer du 3 mai 1824 au 12 février 1838.
- Léon-François Sibour du 27 décembre 1854 au 3 janvier 1857.
- Louis-Charles Buquet du 1er octobre 1863 au 17 janvier 1872.
- Benjamin Roland-Gosselin du 3 juillet 1919 au 12 mars 1926, également évêque titulaire de Mosynople (de).
- Emmanuel Chaptal du 20 février 1922 au 27 mai 1943.
- Eugène Crépin du 9 avril 1926 au 1er avril 1942.
- Roger Beaussart du 19 juin 1935 au 29 février 1952.
- Paul-Louis Touzé du 22 juin 1943 au 6 octobre 1957.
- Stanislas Courbe du 22 juin 1943 au décembre 1970.
- André-Gustave-Émile Leclerc du 8 novembre 1947 au décembre 1966.
- Pierre Brot du 24 juin 1952 au décembre 1966.
- Jean-Marie Villot du 2 septembre 1954 au 17 décembre 1959.
- Jacques Le Cordier du 15 mai 1956 au 9 octobre 1966.
- Jean Badré du 22 juin 1964 au 15 avril 1967.
- Victor-Julien-André Gouet du 30 décembre 1966 au 30 novembre 1982.
- Robert Frossard du 30 septembre 1967 au 24 mars 1984.
- Daniel Pézeril du 30 septembre 1967 au 5 octobre 1986.
- Roger Etchegaray du 29 mars 1969 au 22 décembre 1970.
- Jean Romary du 13 juillet 1976 au 21 octobre 1976. Note : il est décédé avant d'être ordonné évêque.
- Georges Gilson du 13 juillet 1976 au 13 août 1981.
- Emile Marcus du 16 février 1977 au 15 avril 1982.
- Paul Poupard du 2 février 1979 au 27 juin 1980.
- Michel Coloni du 11 mai 1982 au 30 janvier 1989.
- Albert Rouet du 21 juin 1986 au 16 décembre 1993.
- Claude Frikart du 21 juin 1986 au 2 septembre 1997.
- Georges Soubrier du 25 juin 1988 au 10 octobre 1996.
- André Vingt-Trois du 25 juin 1988 au 21 avril 1999.
- Eric Aumonier du 12 juillet 1996 au 11 janvier 2001.
- Michel Pollien du 12 juillet 1996 au 31 août 2012.
- Jean-Michel di Falco du 4 juillet 1997 au 2 septembre 2003.
- Pierre d'Ornellas du 4 juillet 1997 au 19 octobre 2006.
- Jean-Yves Nahmias du 1er juin 2006 au 9 août 2012.
- Jérôme Beau du 1er juin 2006 au 25 juillet 2018.
- Renaud de Dinechin du 21 mai 2008 au 30 octobre 2015.
- Eric de Moulins-Beaufort du 21 mai 2008 au 16 août 2018.
- Michel Aupetit du 2 février 2013 au 4 avril 2014.
- Denis Jachiet du 25 juin 2016 au 2 octobre 2021.
- Thibault Verny du 25 juin 2016 au 11 mai 2023.
- Philippe Marsset depuis le 18 mai 2019.
- Emmanuel Tois depuis le 17 octobre 2023.

## Odonymie
Plusieurs rues de Paris perpétuent le souvenir de ses évêques et de ses archevêques :
- Évêques : 
  - boulevard Saint-Marcel (1864), en l'honneur de Marcel de Paris (???-436)
  - boulevard Saint-Germain (1855), en l'honneur de Germain de Paris (496-576)
  - rue du Bellay devenue (en 1907) la rue Jean-du-Bellay, en l'honneur de Jean du Bellay (1492-1560)
- Archevêques :
  - rue de Belloy (1868), en l'honneur de Jean Baptiste de Belloy (1709-1808)
  - rue Affre (1864), en l'honneur de Denys Affre (1793-1848)
  - rue Sibour (1865), en l'honneur de Marie Dominique Auguste Sibour (1792-1857)
  - rue Morlot (1864), en l'honneur de François-Nicolas-Madeleine Morlot (1795-1862)
  - rue Darboy (1875), en l'honneur de Georges Darboy (1813-1871)
  - rue du Cardinal-Guibert (?), en l'honneur de Joseph Hippolyte Guibert (1802-1886)
  - place du Cardinal-Amette (1924), en l'honneur de Léon Adolphe Amette (1850-1920)
  - rue du Cardinal-Dubois (1930), en l'honneur de Louis-Ernest Dubois (1856-1929)
  - Petit-Pont-Cardinal-Lustiger en l'honneur du cardinal Jean-Marie Lustiger (1926-2007)